# Pie-IX (Metro Montreal)

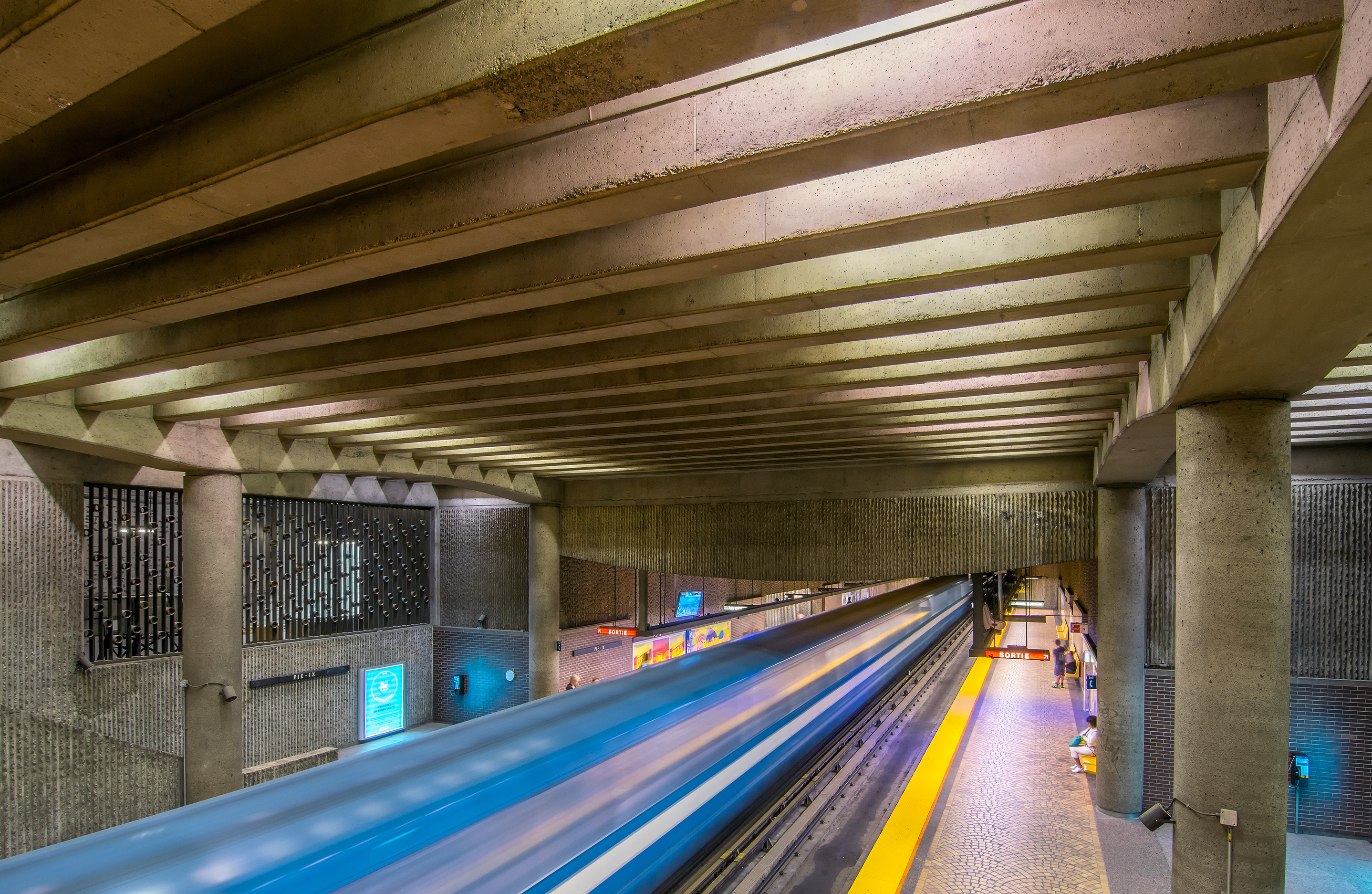
Blick auf die Bahnsteige

Pie-IX ist eine U-Bahn-Station in Montreal. Sie befindet sich im Arrondissement Mercier–Hochelaga-Maisonneuve an der Kreuzung von Boulevard Pie-IX und Avenue Pierre-de-Coubertin, unmittelbar neben dem Olympiastadion. Hier verkehren Züge der grünen Linie 1. Im Jahr 2019 nutzten 5.221.983 Fahrgäste die Station, was dem 19. Rang unter den insgesamt 68 Stationen der Metro Montreal entspricht.

## Bauwerk

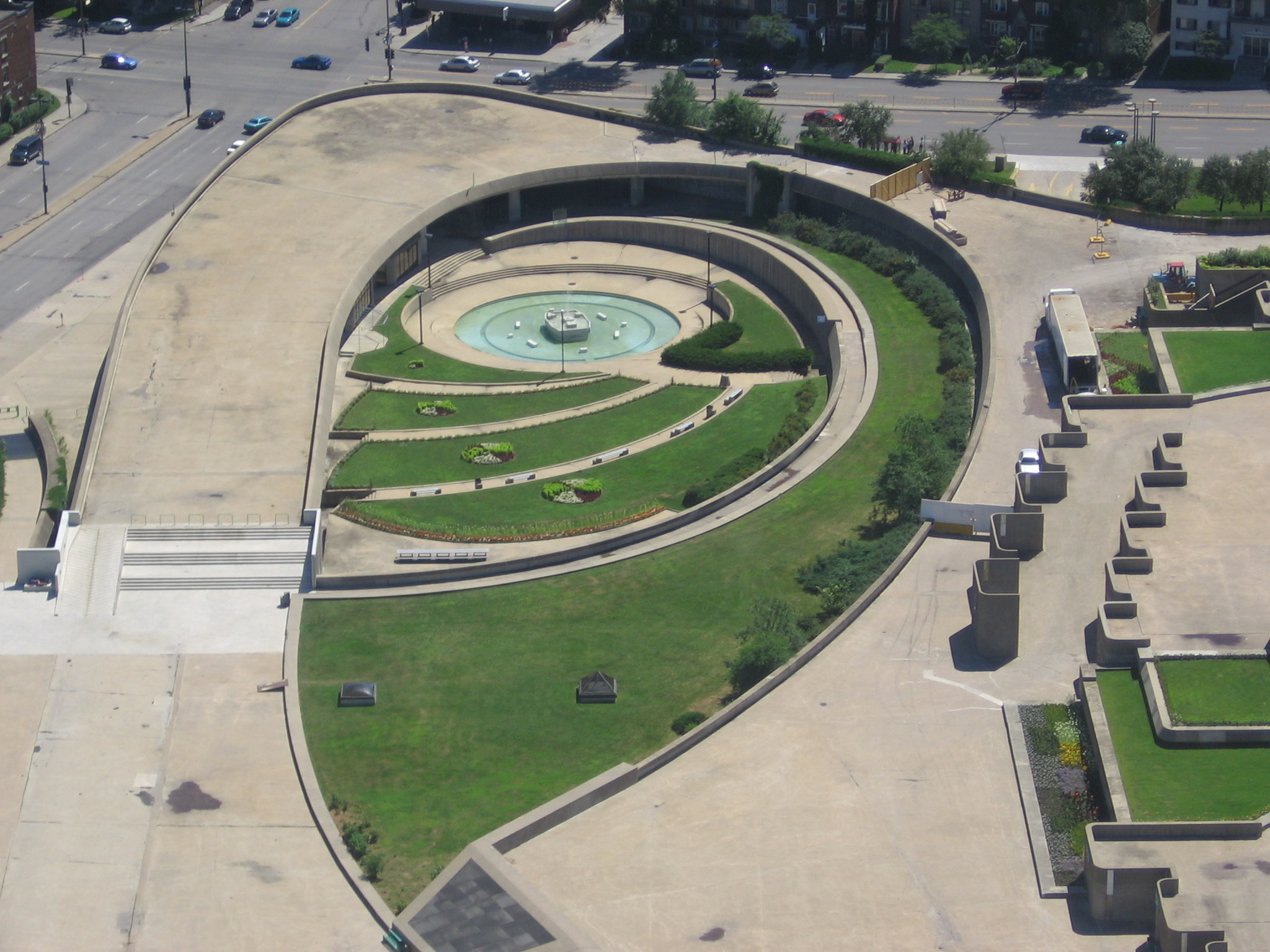
Aussicht auf das Dach der Station vom Turm des Olympiastadions aus

Die von Marcel Raby entworfene Station entstand in offener Bauweise. Ihre Wände bestehen aus aufgerautem, geripptem Beton mit einem Anstrich in erdigen Farbtönen. Die Verteilerebene wurde mit derart großzügigen Proportionen errichtet, dass sie die Menschenmengen vor und nach Veranstaltungen im Olympiastadion bewältigen kann. Ein zweiter Zugangstunnel verläuft direkt zum stadteinwärts führenden Bahnsteig und wird bei besonders großem Andrang genutzt. Es gibt zwei Eingangsgebäude. Das östliche ist in den Vorhof des Olympiastadions integriert, wobei das Dach dessen geschwungene Form wiederholt; das westliche wurde in einem konventionelleren Baustil errichtet.
In 10,1 Metern Tiefe befindet sich die Bahnsteigebene mit zwei Seitenbahnsteigen. Die Entfernungen zu den benachbarten Stationen, jeweils von Stationsende zu Stationsanfang gemessen, betragen 766,88 Meter bis Joliette und 621,85 Meter bis Viau. Es bestehen Anschlüsse zu vierBuslinien und zwei Nachtbuslinien der Société de transport de Montréal. Sehenswürdigkeiten in der Nähe sind neben dem Olympiastadion auch der Botanische Garten, der Parc Maisonneuve und das Château Dufresne. Die übrigen Anlagen im Olympiapark werden durch die benachbarte Station Viau erschlossen.

## Kunst

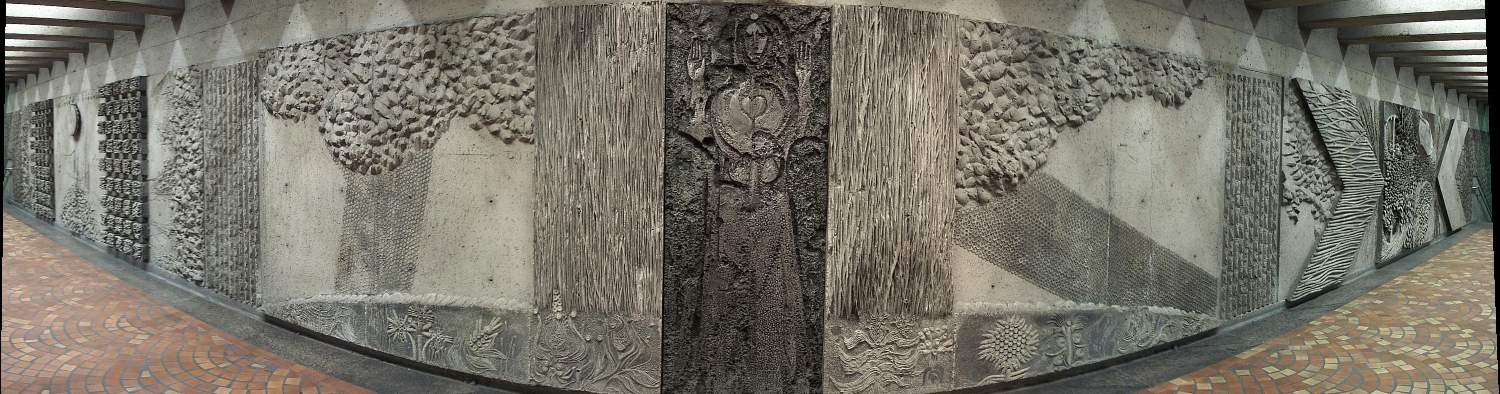
Citius, Altius, Fortius – Wandbild von Jordi Bonet

Die in der Station installierten Kunstwerke nehmen alle Bezug auf die Olympischen Spiele. Ein reliefartiges Wandbild aus Aluminium und Beton ziert die Wand der Verteilerebene. Das 22 Meter lange und 2,3 Meter hohe Werk des katalanischen Künstlers Jordi Bonet symbolisiert die drei Teile des olympischen Mottos Citius, altius, fortius („Schneller, höher, stärker“).
Architekt Marcel Raby steuerte drei weitere Kunstwerke bei. An der Wand des stadteinwärts führenden Bahnsteigs hängen olympische Ringe aus Bronze, mit einem Durchmesser von je 1,5 Metern. An der Wand des dorthin führenden zweiten Zugangstunnels findet sich eine Abstraktion der olympischen Ringe, fünf Betonscheiben von 1,3 Metern Durchmesser mit Keramikaufsätzen in den olympischen Farben. Ein Lüftungsgitter weist kreisförmige Elemente auf, die in denselben Farben bemalt sind.

## Geschichte
Die Eröffnung der Station erfolgte am 6. Juni 1976, sechs Wochen vor Beginn der Olympischen Sommerspiele 1976, zusammen mit dem Teilstück Frontenac–Honoré-Beaugrand der grünen Linie. Namensgeber ist der Boulevard Pie-IX, benannt nach Papst Pius IX. (1792–1878). In früheren Planungen war Pie-IX als Endstation einer Metrolinie 6 („weiße Linie“) vorgesehen, das Projekt wurde jedoch fallengelassen.